# Lac d'İznik
Le lac d'Iznik (en turc : İznik Gölü) est situé dans la province de Bursa en Turquie.
Sa longueur est de 32 kilomètres, sur environ 11 kilomètres de large pour une surface de 301 km2 et sa profondeur maximale est d'environ 80 m. À son extrémité orientale se situe la ville d'Iznik, bâtie à l'emplacement de l'antique Nicée.

## Histoire
Son ancien nom, lac Ascanion, semble dériver d'un mot assyrien, ashguzai ou ashkuzai, signifiant « scythe ».
En 2014, les vestiges d’une église submergée au fond du lac datant de la fin du IIIe siècle sont découverts. Cette église s'avère être la basilique Saint-Néophyte.

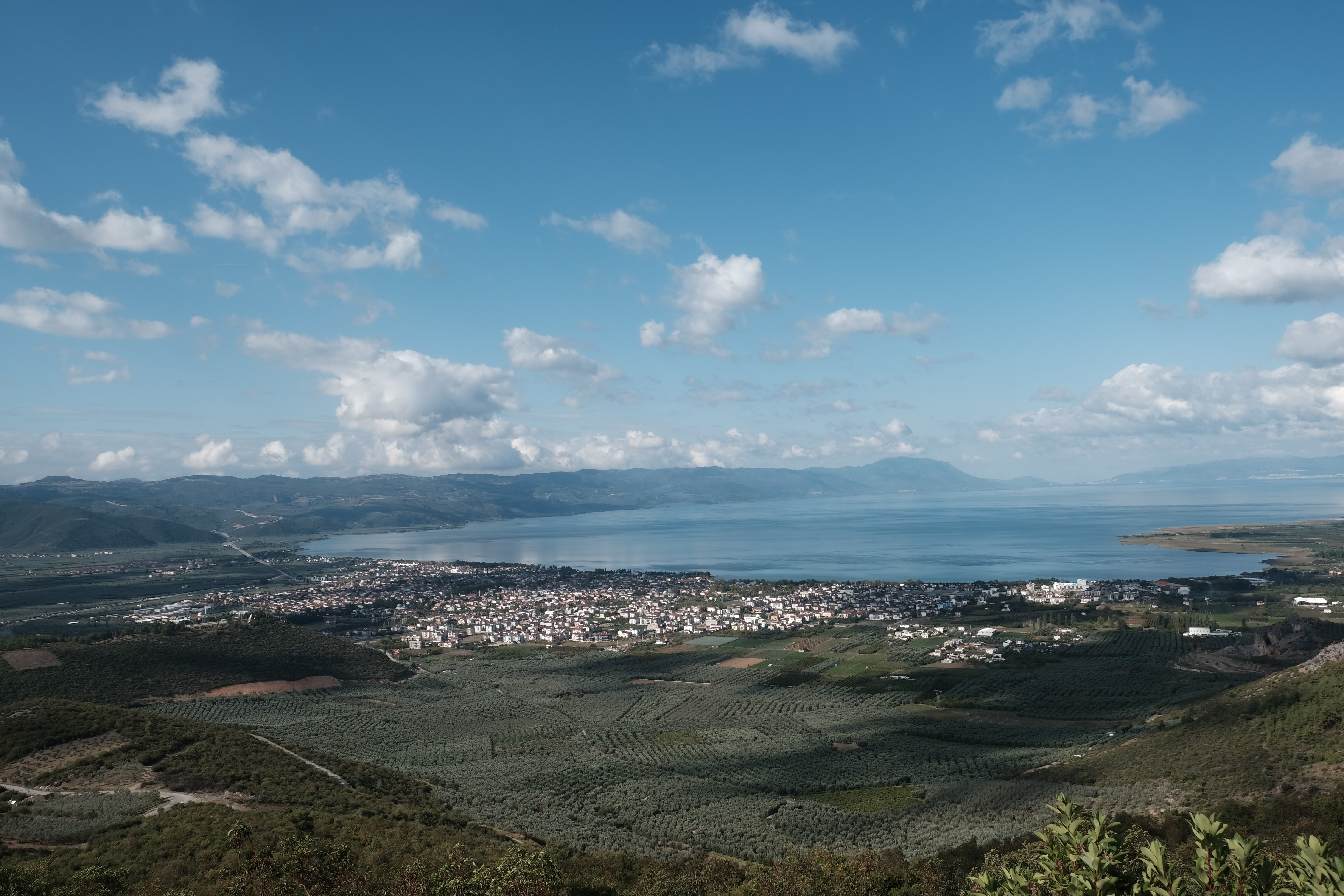
Vue sur le lac et la ville d'İznik.

## Hydrographie
Le lac d'Iznik est située dans l'une des régions les plus impactée par le changement climatique. Ce lac, qui serait le 5e plus grand lac de la région méditerranéenne en Turquie, subit une baisse de son niveau supérieure à celle des variations saisonnières.